# ماتيو اردماني
ماتيو اردماني (بالإيطالية: Matteo Ardemagni)‏ (26 مارس 1987 بميلانو في إيطاليا - ) هو لاعب كرة قدم إيطالي في مركز الهجوم. شارك مع منتخب إيطاليا تحت 18 سنة لكرة القدم ومنتخب إيطاليا تحت 19 سنة لكرة القدم. أما مع النوادي، فقد لعب مع أتالانتا وإيه سي ميلان وكييفو فيرونا ونادي بادوفا ونادي برو باتاريا ونادي بيروجيا ونادي تريستينا ونادي سبيزيا ونادي سيتاديلا ونادي كاربي ونادي مودينا ويو أس بركوليتزه 1932 وإيه أس بيتزاغيتوني.

## وصلات خارجية
- ماتيو اردماني على موقع قاعدة بيانات كرة القدم.إي يو (الإنجليزية)
- ماتيو اردماني على موقع Soccerway.com (الإنجليزية)
- ماتيو اردماني على موقع عالم كرة القدم.نت (الإنجليزية)
- ماتيو اردماني على موقع AS.com (الإسبانية)